# El policia de la plaça (estàtua a Oulu)
El policia de la plaça (en finès Toripolliisi) és una estàtua de bronze d'un policia panxut a la plaça del mercat d'Oulu, Finlàndia.
És una obra de l'escultor Kaarlo Mikkonen de l'any 1987.